# Olly Blackburn
Olly Blackburn (parfois crédité sous les noms Oliver Blackburn et Ollie Blackburn) est un réalisateur et scénariste britannique. Né à Londres, Blackburn débute comme acteur en 1982 dans un court métrage de comédie, A Shocking Accident, film qui fut récompensé par un Oscar de la meilleure intrigue de court métrage en 1983.
Blackburn est diplômé de l'université d'Oxford en 1993 où il étudie l'histoire,. Il obtient la bourse Fulbright et poursuit des études de cinéma et télévision à l'école Tisch d'arts. Pendant ses études, son film Swallowed reçoit le prix de post-production Martin-Scorsese.
Blackburn commence sa carrière professionnelle comme directeur de publicité et clip vidéo et devient associé avec la compagnie de production cinématographique Wrap X. Il fait partie de la seconde équipe de réalisation sur le film Reverb. Puis Blackburn coécrit et réalise Donkey Punch qui est le premier film qu'il présente au Festival du film de Sundance. Il tourne ce film sur un budget de un million de livre sterling en 24 jours en Afrique du Sud. La critique cinématographique apprécie son travail sur le film de Peter Berg, Very Bad Things, puis sur Calme blanc de Phillip Noyce, ainsi que sur Le Couteau dans l'eau de Roman Polanski. Puis il est amené à écrire le scénario du film Vinyan que la critique compare à deux films de Nicolas Roeg, Ne vous retournez pas et Heart of Darkness.

## Biographie
En 1982, Blackburn joue dans le court métrage A Shocking Accident de James Scott, inspiré de la nouvelle éponyme de Graham Greene. Le film obtient l'Oscar du meilleur court métrage en prises de vues réelles en 1983.
Après ses études d'histoire à Oxford, Blackburn obtient un emploi de journaliste. Il décroche alors la bourse Fulbright et poursuit des études de cinéma et télévision à l'école Tisch d'arts en tant que diplômé de l'université de New York,. Pendant ses études à New York, Blackburn réalise un court métrage, Swallowed, reconnu par le prix Martin-Scorsese,. Dans une interview du IndieLondon, Blackburn dit que ses models sont Sam Peckinpah et Michael Powell. Alors qu'il vit à New York, il coécrit le scénario de Donkey Punch, David Bloom est alors son colocataire pendant un an,. Bloom obtint lui aussi la bousre Fulbright afin de pouvoir étudier aux États-Unis En 2009, Blackburn déménage vers le South London.

### Carrière
Avant de devenir réalisateur, Blackburn est directeur de publicité et directeur musical. Il travaille également en production télévisuelle à la société britannique de production de film Wrap X, aux côtés de Robin Gutch, fondateur de cette production. 
Blackburn sert la deuxième équipe de tournage sur le film Reverb, écrit et réalisé par Eitan Arrusi, produit par Frank Mannion et avec Leo Gregory, Eva Birthistle, Margo Stilley, Luke de Woolfson, Stephen Lord (en), et Neil Newbon,. 

« À la fin, cela ressemble à une autre horreur britannique stupide, sans imagination et lourde,. »

— The Daily Telegraph

« Le film de Eitan Arrusi semble avoir été tourné à travers des vitres sales et monté dans un mixeur - ça peut vous rendre fou,. »

— The Guardian

« Les sons cachés nous conduisent dans des pièces hantées et dans une mythologie occulte ennuyeuse,. »

— Total Film
Blackburn réalise en 2008 Donkey Punch, coécrit avec David Bloom avec un budget de un million de Livres sterling,. L'équipe de production de Blackburn fait passer un casting qui dure sept mois, et sont retenus entre autres pour le film Nichola Burley, Tom Burke, Jaime Winstone et Julian Morris,. Le film est tourné en Afrique du Sud en 24 jours,. Le tournage du film Donkey Punch débute en mars 2007. Blackburn dut faire face à des acteurs frappés d'hypothermie et des Onde de tempête locales,. Dans une interview par Total Film, Blackburn dit « Je pense que Donkey punch est un thriller extrême ou un trhiller basé sur une réalité extrême. La totalité du film est a pour toile de fond le réel. » Blackburn écrit avoir « essayé de pousser le genre » sur ce film. Donkey Punch reçoit des critiques diverses et obtient un taux de 49 % sur 51 avis sur le site Rotten Tomatoes, un taux de 43 % sur le site Metecritic. The Philadelphia Inquirer compare l'œuvre de Blackburn à des films comme Very Bad Things de Peter Berg ou Calme blanc de Phillip Noyce, et écrit : « Donkey punch offre un mélange palpitant de chaleur sexuelle et de menace affreuse,. » Le Los Angeles Times compare également l'œuvre de Blackburn à Calme blanc aussi bien qu'à Le Couteau dans l'eau de Roman Polanski et conclut « Donkey Punch n'est pas sans un certain pouvoir de sorte qu'il met en cage de manière jubilatoire ses hédonistes, comme des rats parnos,. » Ce film de Blackburn est son premier à être projeté au Sundance Film Festival, où il reçoit un bon accueil du public présent.
Blackburn écrit aussi pour le film Vinyan de Fabrice Du Welz, avec Emmanuelle Béart, Rufus Sewell et Julie Dreyfus,. Sky Movies compare Vinyan aux films Ne vous retournez pas et Heart of Darkness de Nicolas Roeg. Roeg est interviewé par Blackburn pour la société Time Out et dit « Nic Roeg m'inspire,. » Evening Standard parle du film comme d'« un drame sombre et pessimiste qui tourne à la folie de manière décontractée vers la fin mais retient votre attention sans relâche,. » Empire magazine compare également le film à Ne vous retournez pas et conclut : « Horrible et poignant mais le fil narratif peut laisser le public indifférent, »

## Filmographie
| Année | Film                      | Type            | Rôle                           | Réalisateur               |
| ----- | ------------------------- | --------------- | ------------------------------ | ------------------------- |
| 1982  | A Shocking Accident       | Cinéma          | Acteur, (Jerome, à 9 ans)      | James Scott               |
| 1997  | Swallowed                 | Cinéma          | Réalisateur, scénariste        |                           |
| 1998  | Wonderful World           | Cinéma          | Réalisateur, scénariste        |                           |
| 1999  | Rabbit                    | Cinéma          | Réalisateur                    |                           |
| 2005  | Survivors: Flying Blind   | série télévisée | Réalisateur                    |                           |
| 2008  | Donkey Punch              | Cinéma          | Réalisateur, scénariste        |                           |
| 2008  | Vinyan                    | Cinéma          | Scénariste                     | Fabrice Du Welz           |
| 2008  | Reverb                    | Cinéma          | Deuxième équipe de réalisation | Eitan Arrusi              |
| 2010  | One Hundred Years of Evil | Cinéma          | Scénariste                     | Erik Edger et Magnus Oliv |
| 2010  | Kristy                    | Cinéma          | Réalisateur                    |                           |

## Distinctions
| Année | Récompense                                                   | Œuvre           | Catégorie                        | Resultat |
| ----- | ------------------------------------------------------------ | --------------- | -------------------------------- | -------- |
| 1996  | Craft Award                                                  | To Go           | Production                       | Gagné    |
| 1996  | Prix post-production Martin-Scorsese, université de New York | Swallowed       | Film                             | Gagné,   |
| 1997  | Prix du festival du film de Telluride                        | Swallowed       | Futurs réalisateurs de Spielberg | Gagné    |
| 1997  | Prix d'habileté, université de New York                      | Swallowed       | Scénario                         | Gagné    |
| 1997  | Prix d'habileté, université de New York                      | Swallowed       | Réalisation                      | Gagné    |
| 1997  | Prix d'habileté, université de New York                      | Swallowed       | Production                       | Gagné    |
| 1999  | Prix d'habileté de la pub télévisée britannique              | Rabbit          | Télévision                       | Gagné    |
| 1999  | Prix de la créativité et du design britannique               | Portfolio       | Nouveauté                        | Nommé    |
| 1999  | KinoFilm Short Film Festival                                 | Wonderful World | Meilleur film britannique        | Gagné    |